# Erich Fäs
Erich Fäs foi um ciclista suíço. Competiu nos Jogos Olímpicos de Verão de 1928 em Amsterdã, onde foi membro da equipe suíça de ciclismo que terminou em nono lugar na perseguição por equipes de 4 km pista.